# Hellenolacerta graeca
Hellenolacerta graeca är en ödleart som beskrevs av  Jacques von Bedriaga 1886. Hellenolacerta graeca är ensam i släktet Hellenolacerta som ingår i familjen lacertider. Inga underarter finns listade i Catalogue of Life. Det vetenskapliga släkt- och artnamnet syftar på utbredningen i Grekland.
Arten förekommer på ön Peloponnesos i Grekland. Honor lägger ägg. Ödlan lever i låglandet och i bergstrakter upp till 1600 meter över havet. Den vistas i klippiga områden, i öppna skogar, i buskskogar och i kulturlandskap. Arten hittas ofta nära vatten. Honor lägger ungefär 6 ägg per tillfälle.
Beståndet påverkas av bränder och av nybildad odlingsmark. Utbredningsomradet är uppskattningsvis 20000 km² stort. IUCN listar arten som nära hotad (NT).